# Helmut Böhme (Historiker)
Helmut Böhme (* 30. April 1936 in Tübingen; † 29. Dezember 2012 in Darmstadt) war ein deutscher Historiker. Er war von 1971 bis 1995 Präsident der Technischen Universität Darmstadt.

## Leben
Helmut Böhme studierte ab 1955 Geschichte, Germanistik und Anglistik und Volkswirtschaftslehre an der Universität Tübingen und der Universität Hamburg. Seit 1955 war er Mitglied der Verbindung Normannia Tübingen. 1962 wurde er an der Universität Hamburg mit einer Arbeit über das Verhältnis von Wirtschaft und Staat promoviert. 1959 war er wissenschaftlicher Assistent am Lehrstuhl für Mittlere und Neuere Geschichte bei Fritz Fischer in Hamburg, 1964 wurde er Forschungsassistent und Stipendiat der Deutschen Forschungsgemeinschaft. Ein Jahr nach seiner Habilitation in Hamburg erhielt er 1969 einen Ruf auf die Professur für Neuere Geschichte an die TH Darmstadt. Er lehrte am Fachbereich Gesellschafts- und Geschichtswissenschaften, hatte aber auch seit 1995 eine Professur für Architekturgeschichte der Fachgruppe Stadt, Entwerfen, Städtebau und Siedlungswesen I am Fachbereich Architektur der TU Darmstadt inne. 2004 wurde er emeritiert.
Helmut Böhme war von 1971 bis 1995 Präsident der damaligen TH Darmstadt. Er war mehrfach Sprecher der Konferenz hessischer Universitätspräsidien (KHU) sowie Mitglied in zahlreichen nationalen und internationalen Gremien. Von 1993 bis 1995 war er Präsident von CLUSTER; von 1990 bis 1994 war er Präsident des ersten europäischen Netzwerks CESAER, das führende Technische Hochschulen in Europa verbindet. Von 1990 bis 1994 war er zudem Generalsekretär und Präsident der Organisation Osteuropäischer Technischer Hochschulen. Er baute die Kooperationen der TU Darmstadt mit Universitäten weltweit aus, insbesondere mit den Universitäten in Bukarest, Warschau, Prag und Pressburg, später auch mit Tallira und Sankt Petersburg sowie besonders mit der TU Sofia. Er war Gründer des Hauses für Industriekultur in Darmstadt.
Helmut Böhme wurde auf dem Bessunger Friedhof bestattet (Grabnummer: Mauer 65).

## Ehrungen
Böhme wurde mit Ehrendoktorwürden der Technischen Universitäten Ankara, Bukarest, Lyon, Sofia, Veszprém und Warschau ausgezeichnet. Er wurde mit dem Verdienstkreuz 1. Klasse des Verdienstordens der Bundesrepublik Deutschland geehrt (2008).

## Schriften (Auswahl)
- Hrsg. mit Fritz Kallenberg: Deutschland und der Erste Weltkrieg. Ringvorlesung an der Technischen Hochschule Darmstadt im Wintersemester 1984/85. Eine Dokumentation. Technische Hochschule, Präsident, Darmstadt 1987.
- Europäische Wirtschafts- und Sozialgeschichte. Bd. 1: Morgenland und Abendland. Staatsbürokratie, Völkerwanderung und römisch-christliches Reich (300–750). Fischer, Frankfurt am Main 1977.
- The Foundation of the German Empire. Select documents. Oxford University Press, London 1971.
- Frankfurt und Hamburg. Des deutschen Reiches Silber- und Goldloch und die allerenglischste Stadt des Kontinents. Europäische Verlagsanstalt, Frankfurt a. M. 1968 (Zugleich: Habil.-Schrift).
- Prolegomena zu einer Sozial- und Wirtschaftsgeschichte Deutschlands im 19. und 20. Jahrhundert (= Edition Suhrkamp. es. 253, ISSN 0422-5821). Suhrkamp, Frankfurt am Main 1968 (und weitere Auflagen).
- Deutschlands Weg zur Großmacht. Studien zum Verhältnis von Wirtschaft und Staat während der Reichsgründungszeit 1848–1881. Kiepenheuer und Witsch, Köln u. a. 1966 (und weitere Auflagen, z. B.: 3. Auflage. ebenda 1974, ISBN 3-462-00874-9).